# تييلي
تييلي (بالفرنسية: Tiélé) بلدية من بلديات مالي، في دائرة كاتي من منطقة كوليكورو.